# Principios y parámetros
Principios y parámetros es un marco teórico dentro de la gramática generativa que postula las propiedades de la gramática universal, así como las posibles variaciones que pueden llevarla a constituir diferentes lenguas humanas.
Según este enfoque, la facultad lingüística estaría dividida en dos partes. Por un lado, los principios, que son universales y constantes, y que dan cuenta de las similitudes entre las lenguas; por otro lado, los parámetros, que, aunque también universales, tienen un valor que cambia de lengua a lengua, lo que explica las diferencias. Dentro de este marco de trabajo, el objetivo de la lingüística sería el identificar todos los principios y parámetros que sean comunes a todos los seres humanos (gramática universal).
La diferencia fundamental entre el modelo de Principios y parámetros y los anteriores enfoques generativos (como la Teoría estándar) es la postulación de un diseño modular de la facultad lingüística, donde diferentes operaciones gramaticales son encargadas a diferentes submódulos de la facultad del lenguaje. Según esto, la generación de una oración sería producto de la interacción de un conjunto de principios generales. Se abandona la idea de que hay reglas específicas para cada tipo de construcción; es más, las reglas de rescritura, que eran particulares para cada lengua pero al mismo tiempo muy parecidas entre sí, se reducen a una sola (lo que da origen a la Teoría de la X').

## Gramática universal y gramáticas particulares
La gramática generativa sostiene que la habilidad para adquirir y desarrollar el lenguaje humano es innata, es decir, que no todas las características de la lengua son aprendidas por un niño a través de su experiencia, sino que ciertas operaciones cognitivas necesarias para el lenguaje son parte de su herencia biológica.
Todos los seres humanos nacen, entonces, con la capacidad de desarrollar cualquier lengua, sin importar a qué grupo social pertenezcan. En este sentido, el desarrollo del lenguaje debe ser entendido como la adquisición de determinadas características particulares de cada lengua (los parámetros) sobre la base de un único conjunto de principios. Concretamente, esas características serían el valor concreto o realización de ciertos parámetros que caracteriza la lengua a la que es expuesta el niño. La adquisición del lenguaje consiste en elegir un valor determinado para cada uno de los parámetros que caracterizan la lengua adquirida (se conocen algunos de estos parámetros pero no se ha hecho un inventario exhaustivo de todos los parámetros de una lengua). En un hablante que ha adquirido por completo una lengua, cada parámetro ha tomado un valor fijo a través de la interacción con otros hablantes de esa lengua. Así se explicaría la adquisición de la lengua materna y la variación interlingüística.
Las distintas configuraciones que pueden obtenerse a través de diferentes valores paramétricos dan como resultado las gramáticas particulares de las lenguas humanas. La Gramática Universal, entonces, puede ser entendida como un estado de la mente de un individuo previa al desarrollo de una lengua particular.

## Ingredientes de PyP
Principios y parámetros apuesta por una descripción modular de la facultad del lenguaje, por lo que, dicho modelo se divide en una serie de subteorías que configuran el modelo completo. Los ingredientes básicos de este modelo (Chomsky, 1988) son:	
1. Teoría de la X'.
2. Teoría-θ.
3. Teoría del caso.
4. Teoría del ligamiento.
5. Teoría de la acotación.
6. Teoría de la rección.

Este modelo es retomado y reformulado bajo criterios de economía y optimidad en el llamado Programa Minimalista, insistiendo este otro modelo más en el proceso derivacional y dejando más de lado los aspectos representacionales: una oración está gramaticalmente bien formada si existe un proceso derivacional que partiendo de los elementos requeridos por el lexicon y el principio de proyección y respetando ciertas restricciones culmine con la forma concreta de oración. En cambio el PyP se insistía en que ciertos niveles representacionales debían satisfacer ciertas restricciones.